# أكتاليباوات
الأكتاليباوات (الاسم العلمي: Octolepidoideae) هي أسرة من النباتات تتبع الفصيلة المثنانية من رتبة الخبازيات.

## أجناس الأكتاليباوات
- - الأكتاليب
  - السولمزية
  - Aetoxylon
  - Amyxa
  - Gonystylus
  - Lethedon
  - Deltaria